# Dalbergia oliveri
Dalbergia oliveri é uma espécie vegetal da família Fabaceae.
Pode ser encontrada nos seguintes países: Myanmar, Tailândia e Vietname.
Está ameaçada por perda de habitat.